# Пётр (Гебей)
Пётр Гебей (укр. Петро Гебей, венг. Gebé Péter; 20.07.1864 г., Кальник, Австро-Венгрия — 26.04.1931 г., Ужгород) — епископ мукачевский с 16 июля 1924 года по 3 августа 1931 год, русинский общественный деятель, один из основателей русофильского Русского культурно-просветительного общества имени А. В. Духновича.

## Биография
Пётр Гебей родился 20 июля 1864 года в селе Кальник, Австро-Венгрия (сегодня — Закарпатская область Украины). Обучался в Ужгородской богословской семинарии и Центральной духовной семинарии в Будапеште. 13 октября 1889 года Пётр Гебей был рукоположён в священника, после чего служил префектом в Ужгородской семинарии.
После Первой мировой войны Пётр Гебей выступал за присоединение Закарпатской Украины к Чехословакии.
В 1923 году Пётр Гебей стал одним из организаторов Русского культурно-просветительного общества имени А. В. Духновича.
16 июля 1924 года Римский папа Пий XI назначил Петра Гебея епископом Мукачева вместо высланного в Венгрию епископа-венгра Антала Паппа. 3 августа 1924 года состоялось рукоположение Петра Гебея в епископа.
Пётр Гебей занимался просветительской деятельностью среди русинов. 30 апреля 1925 года он основал миссионерское товарищество святого Иосафата. Он занимался возвращением отобранных грекокатолических храмов в Мармарощине.
Пётр Гебей скончался 26 апреля 1931 года в Ужгороде.